# Rubio (Venezuela)
Rubio è una città del Venezuela situata nello Stato di Táchira e in particolare nel comune di Junín.